# Попяска
Попяска (рум. Popeasca) — село в Штефан-Водском районе Молдавии. Относится к сёлам, не образующим коммуну.
В Молдавской ССР село носило название Поповка.

## География
Село расположено на высоте 125 метров над уровнем моря.

## Население
По данным переписи населения 2004 года, в селе Попяска проживает 2717 человек (1348 мужчин, 1369 женщин).
Этнический состав села:
| Национальность | Число жителей | Процентный состав |
| -------------- | ------------- | ----------------- |
| молдаване      | 2624          | 96,58             |
| румыны         | 62            | 2,28              |
| русские        | 23            | 0,85              |
| украинцы       | 6             | 0,22              |
| болгары        | 1             | 0,04              |
| прочие         | 1             | 0,04              |
| Всего          | 2717          | 100 %             |

## Обычаи и традиции местного населения
Ряд этнографов отмечает существование в селе самобытных обрядов, связанных с молдавским похоронным обычаем «мостов»:

У каждого колодца и перекрестка шествие останавливается, чтобы дать милостыню, калач, свечу и полотенце <…>.— Зеленчук В. С. Очерки молдавской народной обрядности — С. 71
Число остановок означало мосты, по которым покойник должен был переправиться в мир иной.
Калачи (другая еда либо графины с водой) символизировали плату, которую готовили «с целью откупиться от мытарств» в загробном мире. С подобной же целью клали деньги в руки умершим. Мелочь, которую бросали в могилу, могла иметь и другой смысл: покойнику необходимо было «уплатить за землю».

## Великая Отечественная война
Попяска неоднократно упоминается в мемуарах участников Великой Отечественной войны (как советских, так и германских военнослужащих). Особо упорный бой за село произошёл 20 августа 1944 года. Одним из участников тех событий стал старший сержант Степан Скиба, который вынес из-под огня более 20 красноармейцев, сумев при этом уничтожить шестерых и взять в плен троих солдат противника.
Героизм проявили и коренные обитатели Попяски. Житель села Георгий Лотко, принудительно мобилизованный во вспомогательные румынские части, 25 июля 1944 г. дезертировал с оружием из румынской армии, и, скрываясь от преследователей в лесах, столкнулся с отрядом советских партизан. Позднее он был принят в  партизанский отряд им. Котовского и оказался весьма полезен в дальнейшей работе отряда. Партизанам приходилось действовать в тяжёлых условиях: отсутствовали снаряжение и продукты питания, невозможно было пополнить припасы из-за блокады окрестных сёл жандармами и воинскими гарнизонами противника (подробнее о партизанском движении в Молдавии см. Молдавия в Великой Отечественной войне).